# Robert Dennis Blanchflower
Robert Dennis Blanchflower o Danny Blanchflower (Belfast, 10 de febrer, 1926 – Londres, 9 de desembre, 1993) fou un futbolista, entrenador de futbol i periodista nord-irlandès.

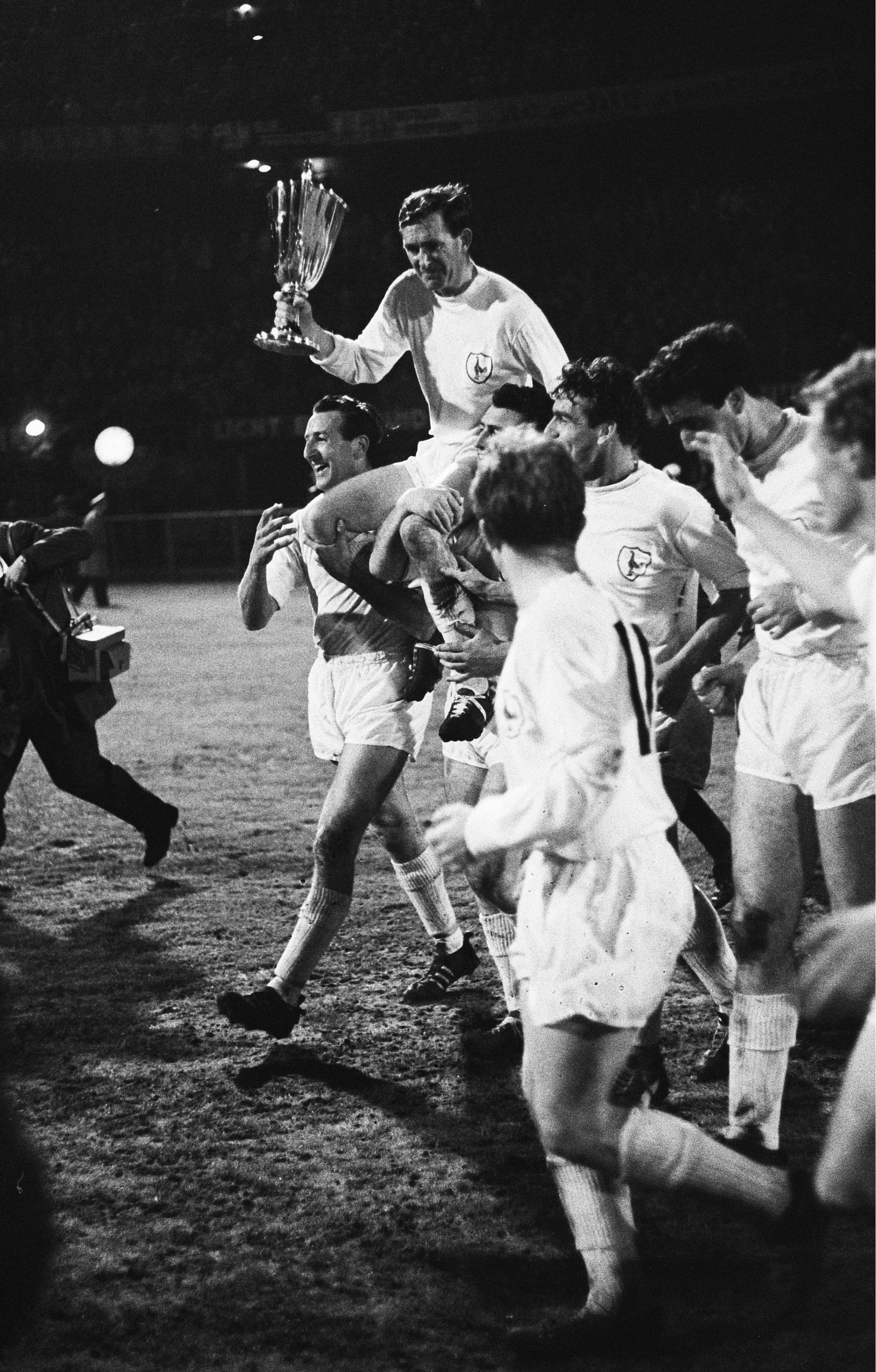
Blanchflower amb la Recopa de 1963.

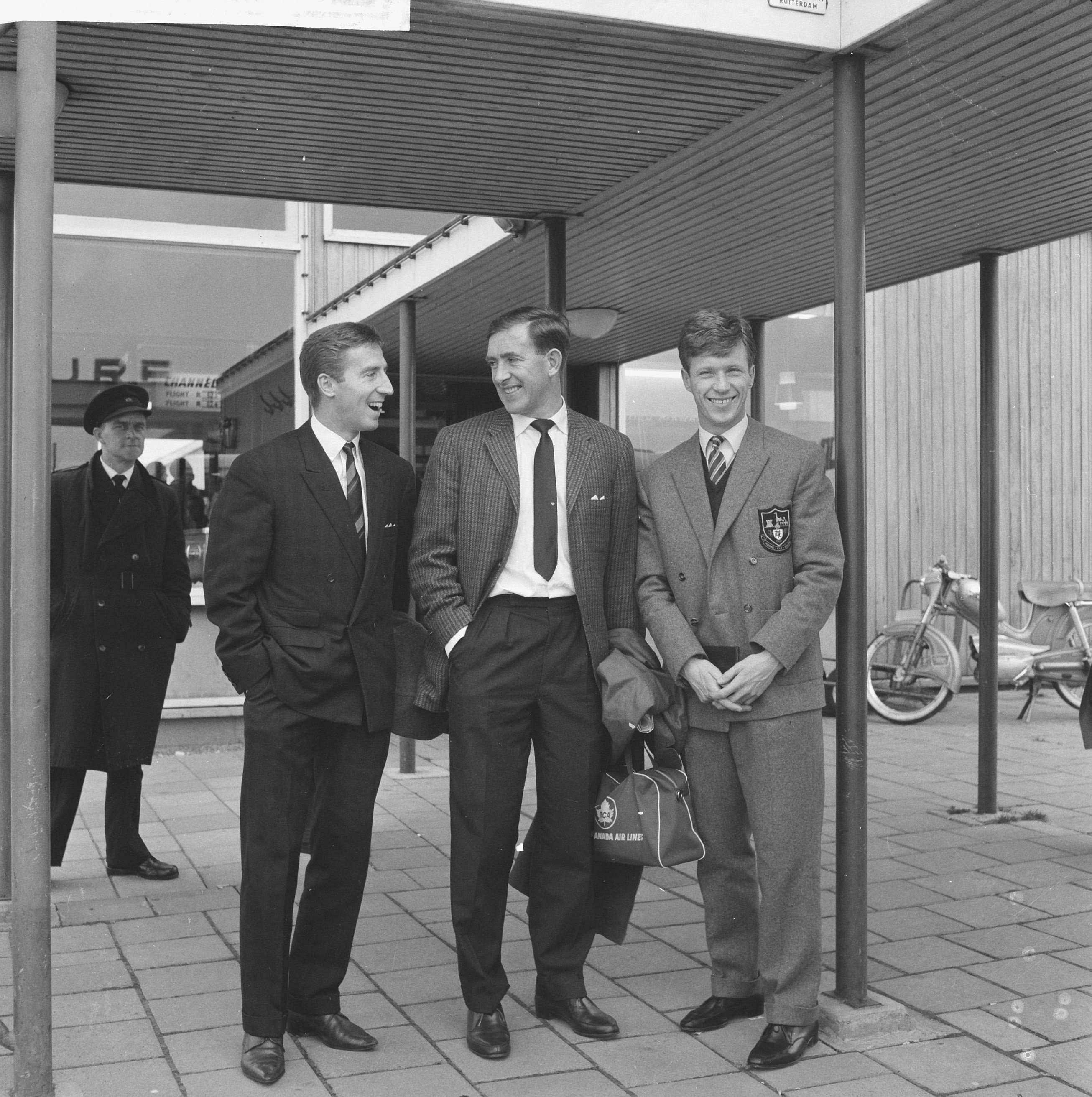
Cliff Jones amb Danny Blanchflower i John White a Rotterdam el 1961.

La seva carrera futbolística començà després de la Segona Guerra Mundial al Glentoran de Belfast. El 1949 es traslladà a Anglaterra. El Barnsley FC pagà £6.000 per ell i dos anys més tard l'Aston Villa FC pagà £15.000, disputant 155 partits amb el club londinenc. El 1954 fou comprat pel Tottenham Hotspur FC per £30.000, disputant 337 partits de lliga durant deu anys, i essent capità en nombroses ocasions. El seu major èxit amb el club fou el doblet assolit la temporada 1960–61 (per primer cop en tot el segle xx a Anglaterra). El 1962 guanyà de nou la FA Cup, i el 1963 la Recopa d'Europa. Fou nomenat futbolista de l'any a Anglaterra el 1958 i el 1961.
Entre 1949 i 1963 disputà 56 partits amb Irlanda del Nord, sovint al costat del seu germà Jackie, i el 1958 capitanejà la selecció que arribà a quarts de final a la Copa del Món.
Com a entrenador dirigí la selecció nord-irlandesa el 1978, i el Chelsea F.C. entre 1978 i 1979 (on només guanya 5 de 32 partits). L'any 2003 fou inclòs a l'English Football Hall of Fame. El 1998 fou escollit per la Football League a la llista de les 100 llegendes del futbol anglès.